# Go Flex
«Go Flex» es una canción del rapero estadounidense Post Malone. Fue lanzada el 21 de abril de 2016 por Republic Records como el tercer sencillo de su álbum de estudio debut, Stoney. La pista fue producida por Charlie Handsome y Rex Kudo.

## Video musical
El video musical de la canción se estrenó el 28 de abril de 2016 en la cuenta Vevo de Post Malone en YouTube. El video presenta un cameo de Lia Marie Johnson.

## Desempeño comercial
"Go Flex" debutó en el número 94 en el Billboard Hot 100 para el 14 de mayo de 2016. Volvió a ingresar en el número 100 el 14 de octubre de 2017, más de un año después, alcanzando un nuevo pico del número 88, dos semanas después. Pasó 10 semanas en las listas. La canción fue certificada como platino por la Recording Industry Association of America (RIAA) por ventas de más de un millón de unidades en los Estados Unidos.

## Certificaciones
| País (Organismo certificador) | Certificaciones | Ventas certificadas | Ref.  |
| ----------------------------- | --------------- | ------------------- | ----- |
| Australia (ARIA)              | 5× Platino      | 350 000             | [ 4 ] |
| Estados Unidos (RIAA)         | Diamante        | 10 000 000          | [ 5 ] |